# 穆勒陨击坑
穆勒陨击坑（Müller）是火星南半球第勒尼安海区的一座撞击坑，其中心坐标位于辛梅利亚高地南纬25.74度、东经127.89度处，直径120.5公里。该特征取名自美国遗传学家兼反核武活动家赫尔曼·约瑟夫·穆勒和德国天文学家卡尔·赫·穆勒，1973年被国际天文联合会行星系统命名工作组批准接受
穆勒陨击坑喷射的喷出物分隔开了两处诺亚纪时代的流域。它的边缘可能已被侵蚀掉，坑内坐落有一座中央峰。撞击坑通常有一圈覆盖着喷射物的边缘，相比之下，火山坑则一般没有边缘或喷射沉积物。较大的陨石坑（直径大于10公里或6.2英里）里面常会有一座中央峰，这种中央峰是因撞击后所形成。

## 另请查看
- 火星撞击坑